# 杜尚·萨尔菲茨基
杜尚·萨尔菲茨基（捷克語：Dušan Salfický，1978年12月23日—），捷克男子冰球运动员，司职守门员。他曾代表捷克国家队参加2006年冬季奥林匹克运动会冰球比赛，获得一枚铜牌。